# 回避制度
回避制度也称避籍指在中央集权体制下，与所辖事务、区域、人员有某种特殊关系（如地域、籍贯、宗族、姻亲等）的政府、司法官员不能在籍贯所在地任职，不能监理、管辖、审判、从事与其血缘、姻亲、宗族等有关官方、司法事务的制度，目的在于预防出现徇私偏袒、地方保护乃至滋生地方分离主义等负面情况。
具体内容在不同朝代、不同时期不大一样，总体来说可以概括为几类：
- 地理回避，即官员的籍贯与就任地区不得相同或接邻；
- 亲属回避，即有直接血缘关系和姻亲关系的人员应避免在同一衙门，或有上下级关系的衙门，或互为监察的单位担任职务。
- 用人回避、科场回避、诉讼回避等其他方面的回避。

该制度源于中国汉朝，随后在历代朝代中不断延续，并一直影响当今中华人民共和国和中国共产党地方政府、党委一把手的任命。莫卧儿帝国也有类似制度。

## 中國古代迴避制度
漢代實施三互法，不得擔任原籍州郡之官員，後逐漸發展至姻親等。

## 現代行政及司法迴避制度

### 中華民國
行政方面，依據行政程序法第32條規定：
公務員在行政程序中，有下列各款情形之一者，應自行迴避︰
一、本人或其配偶、前配偶、四親等內之血親或三親等內之姻親或曾有此關係者為事件之當事人時。
二、本人或其配偶、前配偶，就該事件與當事人有共同權利人或共同義務人之關係者。
三、現為或曾為該事件當事人之代理人、輔佐人者。

四、於該事件，曾為證人、鑑定人者。
司法方面，依據刑事訴訟法、民事訴訟法、行政訴訟法等皆設有相關迴避制度，法官、檢察官、書記官等相關職員如身為當事人、家屬、訴訟代理人、輔佐人、共同義務人等等各類條件應或得申請迴避之條件。